# Denticerus reticulatus
Denticerus reticulatus là một loài bọ cánh cứng trong họ Cerambycidae.